# کچپ سفلی
کچپسفلی، روستایی است از توابع بخش دابودشت شهرستان آمل در استان مازندران ایران.

## جمعیت
این روستا در دهستان دابوی میانی قرار دارد و براساس سرشماری مرکز آمار ایران در سال ۱۳۸۵، جمعیت آن ۸۶۹ نفر (۲۳۰خانوار) بوده‌است.